# Präpositionalkasus
Präpositionalkasus (auch analytischer Kasus) ist in der Grammatik eine Bezeichnung für eine Konstruktion, in der eine Präposition in einer Funktion auftritt, die einer Kasusmarkierung gleichkommt. 
Ein Phänomen, das manchmal unter diese Bezeichnung gefasst wird, sind die Präpositionalobjekte des Deutschen:
```
Hanne verzweifelte an Maria
  (
an Maria
 = Präpositionalobjekt; 
an
 einem Kasusmarker vergleichbar)

Hanne bezweifelt den Sinn der Aktion
   (
den Sinn
 = direktes Objekt mit Akkusativ-Kasus)
```

Die Präposition wird im ersten Beispiel vom Verb verlangt und markiert den Ausdruck Maria als vom Verb abhängige Ergänzung. Die Präposition ist hier dennoch nicht völlig gleichwertig mit einem Kasusmarker, da sie selbst einen morphologischen Kasus zuweist (nämlich Dativ, vgl.: An wem verzweifelt sie?).
In manchen Sprachen haben sich Konstruktionen mit Präpositionen jedoch so weiterentwickelt, dass die Präposition direkt als Zeichen für den regierten Kasus selbst erscheint. In diesen Fällen tragen die Präpositionen gar keine eigenständige Bedeutung mehr. Beispiele für diese eindeutigere Form sind z. B. Genitivkonstruktionen in einigen europäischen Sprachen, die durch selbständige Wörter markiert werden, wie das englische of oder das französische de:
```
frz. 
enfants de la patrie
 'Kinder des Vaterlandes'
span. 
la casa de mis abuelos
 'das Haus meiner Großeltern'
bulgar. 
akademíja na naúkite
 'Akademie der Wissenschaften'
ital. 
le nozze di Figaro
 'die Hochzeit des Figaro'
engl. 
grapes of wrath
 'Früchte des Zorns'
```

Kasusmarkierungen dieser Art werden teilweise als Präpositionen kategorisiert, teilweise jedoch auch als Partikeln. Es besteht Uneinigkeit in der Literatur, ob der Ausdruck 'Kasus' auch für Fälle verwendet werden soll, wo die Markierung in einem selbständigen Wort besteht; manchmal wird die Bezeichnung 'Relator' für eine solche Verallgemeinerung bevorzugt (und Bezeichnungen wie 'Präpositionalkasus' also vermieden).